# Cuccìa (Calabria)
La cuccìa (dal greco koukkìa), è un piatto tipico della provincia cosentina, a base di grano bollito, carne di capra e di maiale. Viene preparato tradizionalmente nei comuni della fascia presilana della provincia di Cosenza. La preparazione del piatto richiede circa 3 giorni e passa attraverso diverse fasi: la pulizia del grano, la successiva macerazione, la bollitura e la cottura nel tradizionale forno a legna. Per la preparazione si usa un contenitore tradizionale in terracotta che prende il nome di Tinìellu. I primi accenni relativi a questa antica tradizione sono stati scritti da Vincenzo Padula, prete poeta di Acri. Si segnala una pietanza simile in Sicilia che però è un dolce.

## Origini
Attualmente non ci sono certezze sull'origine. Per assonanza e somiglianza un'ipotesi è quella della derivazione dal cus cus, il tipico piatto arabo e saraceno. Per tale ragione il piatto risalirebbe alle origini dei casali presilani, quando i saraceni invasero Cosenza. Degno di nota è la particolarità dell'aggiunta di carne di maiale a quella della capra (della tradizione saracena) che sembra come l'appropriarsi di una pietanza per negarla a chi è di religione musulmana e ritiene il maiale un animale impuro.

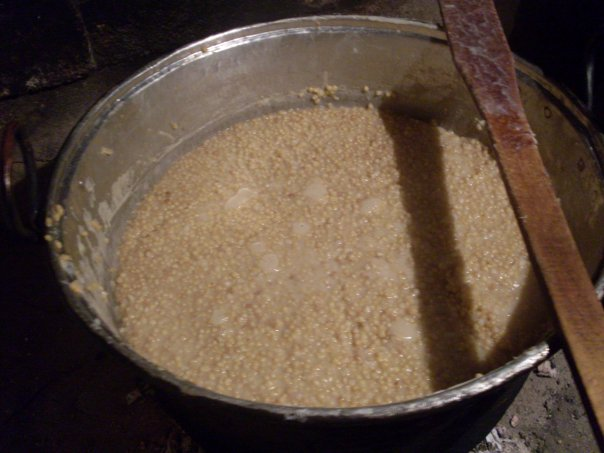
Preparazione della cuccìa
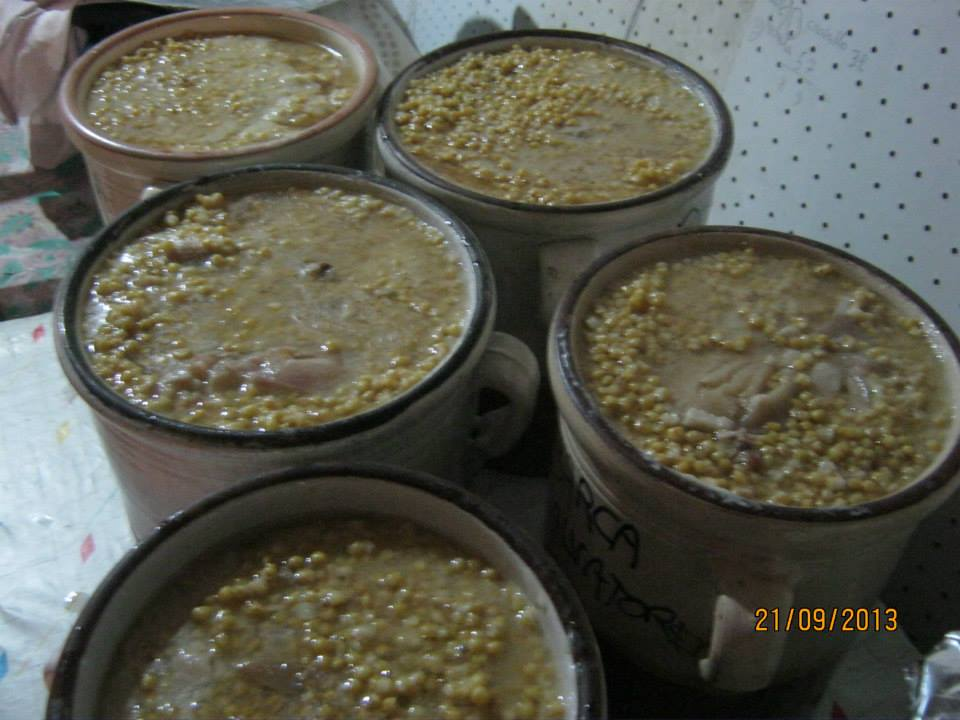
Cuccìa
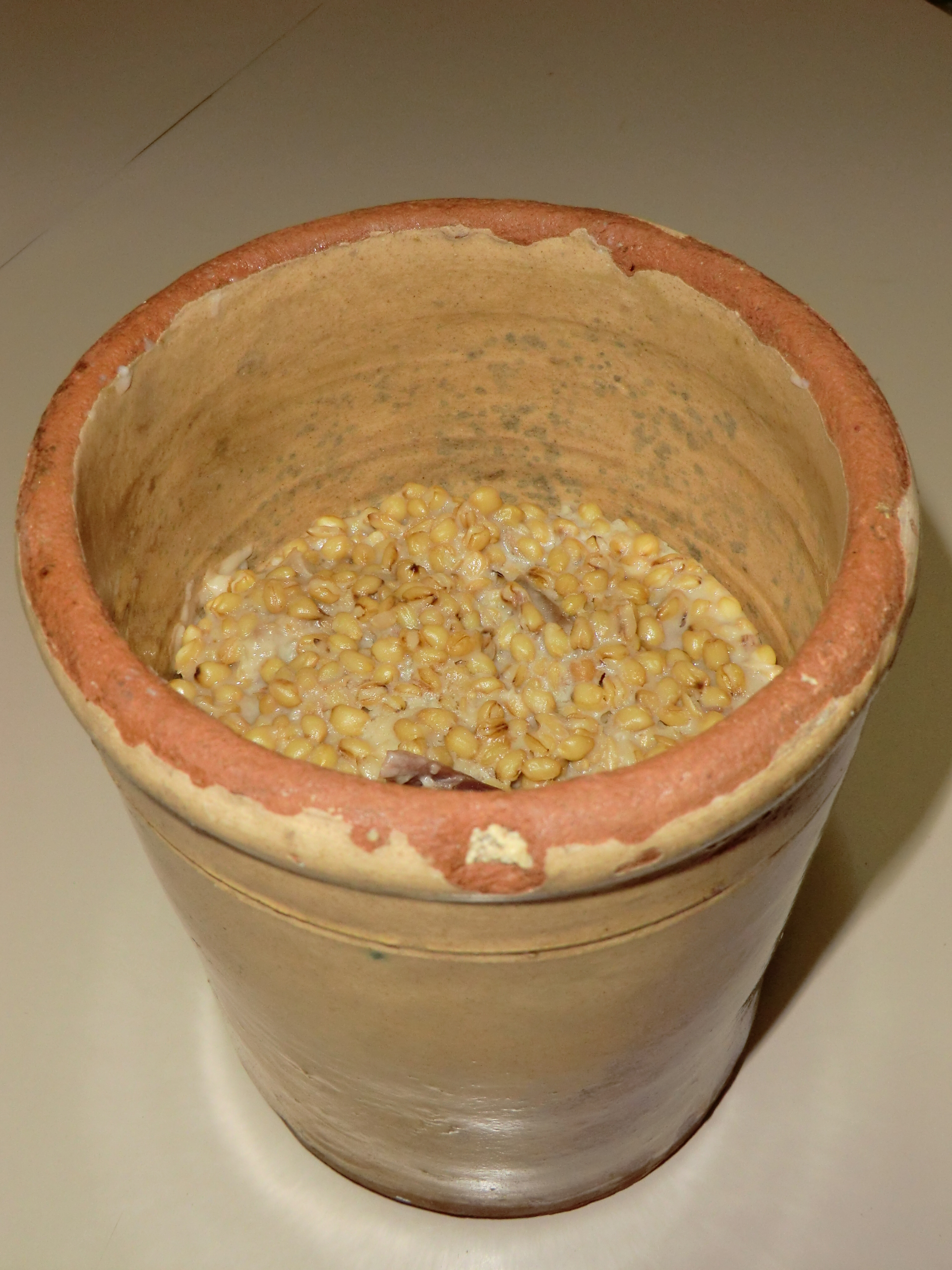
Il Tinìellu, il contenitore tradizionale
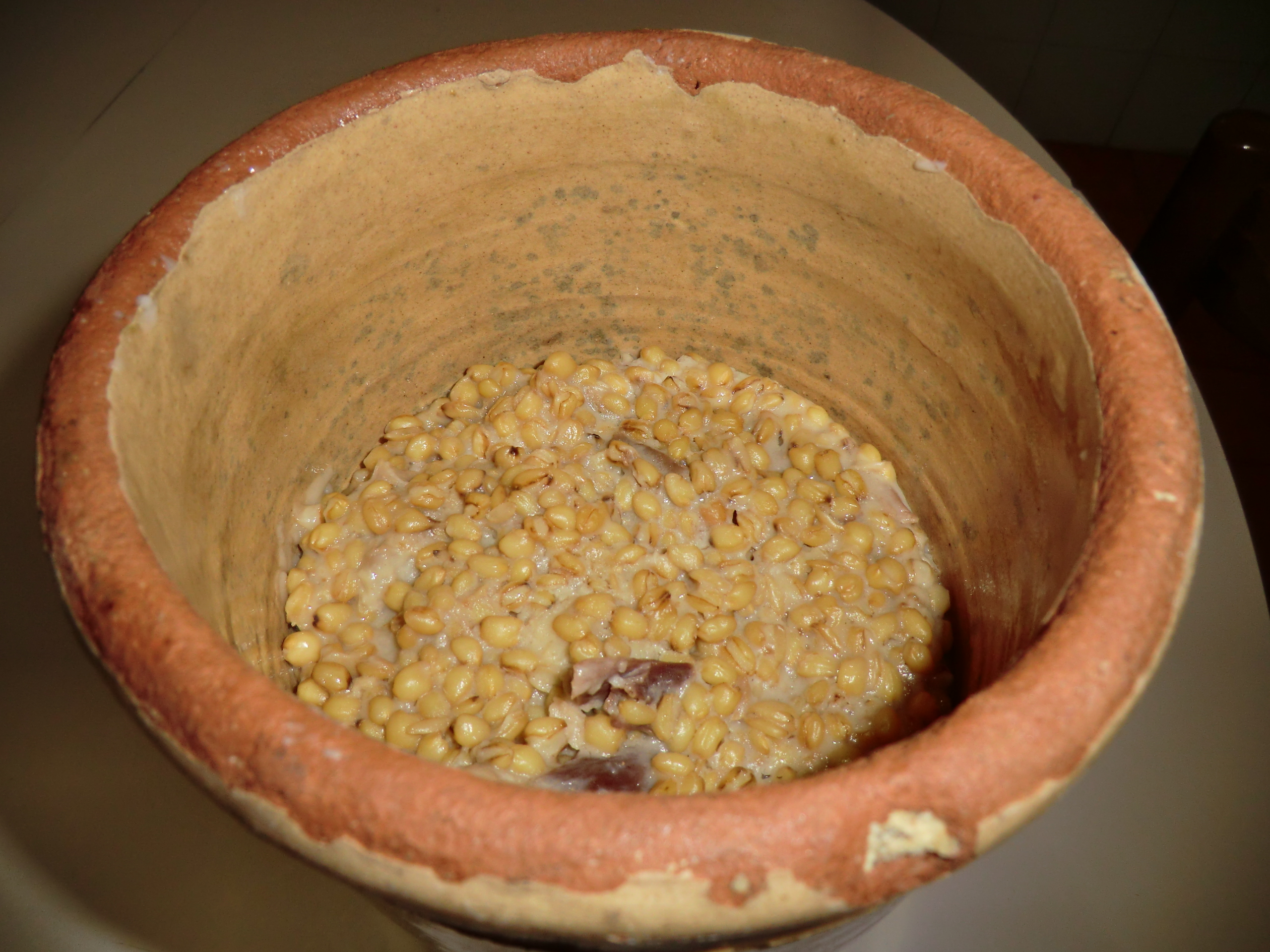